# Louis O’Hara

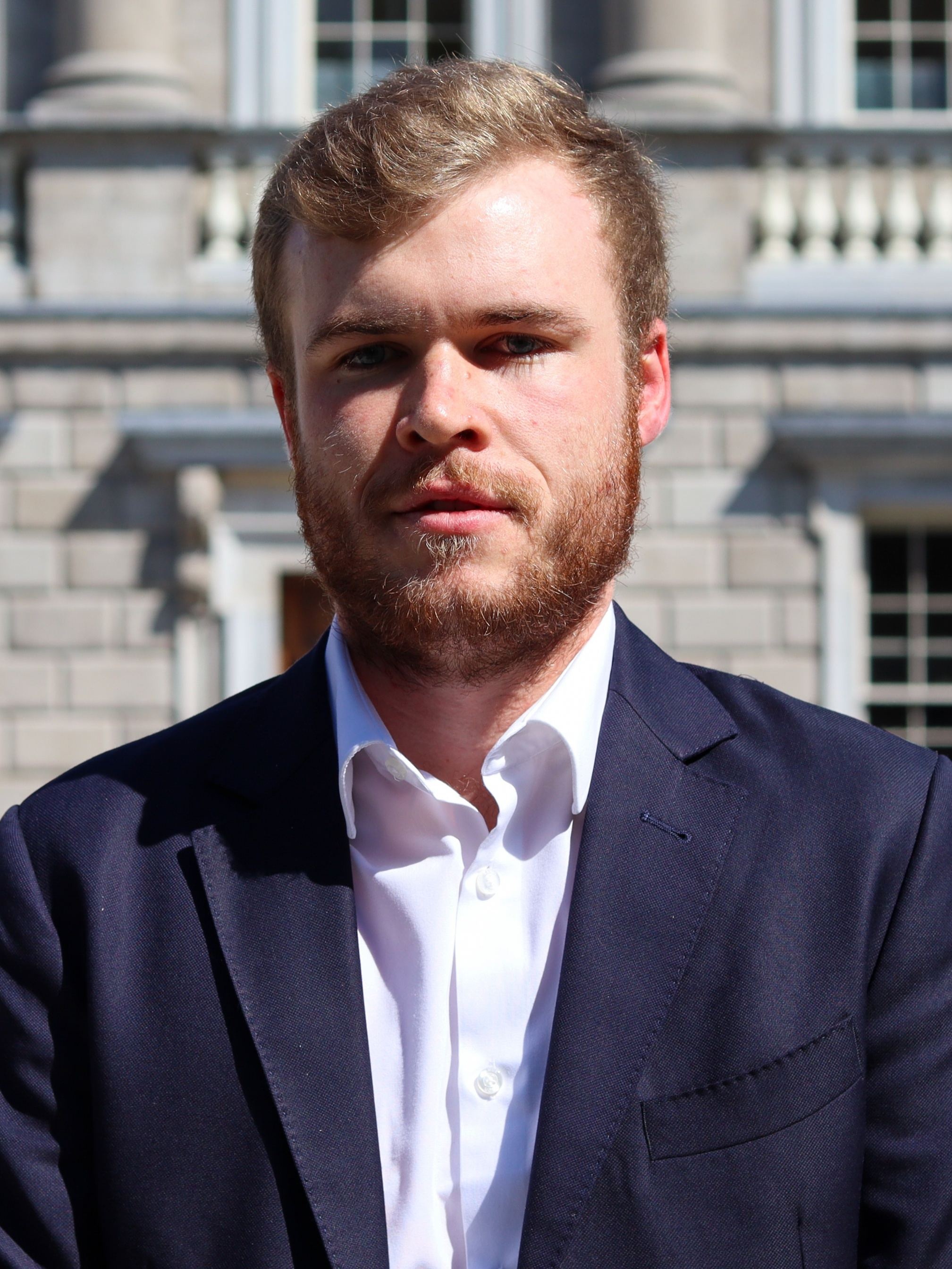
Louis O’Hara (2022)

Louis O’Hara (* 1997 im County Galway, Irland) ist ein irischer Politiker der Sinn Féin. Seit 2024 ist er Teachta Dála im irischen Unterhaus Dáil Éireann.

## Leben
Louis O’Hara kommt aus Cashla bei Athenry. Er studierte an der University of Galway und schloss dort mit einem Master in Politik- und Sozialwissenschaften ab. Mit 17 Jahren trat er der Sinn Féin bei. 
2019 versuchte er ohne Erfolg, in den Galway County Council gewählt zu werden. Bei den Wahlen zum Dáil Éireann 2020 trat er im Wahlkreis Galway East an, verpasste jedoch die notwendige Stimmenzahl. 2024 war er dann erfolgreicher. Im Sommer wurde er für den Bezirk Athenry–Oranmore in den Galway County council und bei den Wahlen zum Dáil Éireann im November 2024 im Wahlkreis Galway East gewählt.